# جيهان أنور
جيهان أنور (1975 -) هي ممثلة مصرية، شاركت في بطولة مسلسلات منها هالة والمستخبي وعايزة أتجوز ورقم مجهول و اسم مؤقت).

## أعمالها

### أفلام
- باباراتزي (للحب حكاية):2015
- الجيل الرابع 4G: 2015-فداء أم هانى
- غش الزوجية:2012
- عسل إسود:2010-ابتسام
- كابتن هيما:2008

### مسلسلات
| - طلعت روحي:2018-سوزي راشد صاحبة فندق تينا هاووس - عوالم خفية:2018-ناهد فؤاد ن.ف - أمر واقع:2018-علياء - عفاريت عدلي علام:2017-أنيسة - كلبش:2017-سميحة زوجة إبراهيم - كفر دلهاب:2017-مرمر - هربانة منها:2017-نهى اخت محسن ح13/زوجة كالابالا ح26 - كابتن أنوش(ج1، 2):2017-نعمة | - الميزان:2016-رشا صديقة نهى - إستيفا:2015-شفا (حلقة 11 و12) - من الجاني؟:2015-د. وفاء - لعبة إبليس:2015 - قلوب:2014-المذيعة ماهي شوقي - اسم مؤقت:2013 - لحظات حرجة (ج3):2012-مربية أطفال د. تامر - قهوة المحطة 2025 | - رقم مجهول:2012-الخدامة - البلطجي:2012 - أم الصابرين:2012 - خاتم سليمان:2011 - الباب في الباب ( ج1):2011 - عايزة أتجوز:2010-اماني - حكايات وبنعيشها: هالة والمستخبي:2009-أمينة |

قهوة المحطة 2025

### مسرحيات
- 1/2 ساعة هاملت:2009
- قهوة سادة:2009